# Pygocentrus piraya
Piranha rouge
Espèce
Synonymes
- Pygocentrus bidorsalis Kner, 1860[1]
- Pygocentrus piranha (Spix & Agassiz, 1829)[2]
- Serrasalmo ferox Swainson, 1838[1]
- Serrasalmo piranha Spix & Agassiz, 1829[1]
- Serrasalmus piraya Cuvier, 1819[1]

Pygocentrus piraya, communément appelé Piranha à queue noire, est une espèce de poissons des eaux douces du fleuve São Francisco et de ses affluents, au Brésil. C'est le piranha le plus courant en aquariophilie, pour sa maintenance relativement facile et accessible en magasin. Il peut infliger de sévères morsures. Son importation a été interdite dans de nombreux pays.

## Description
Cette espèce peut atteindre une longueur maximale observée de 34 cm et un poids maximum observé de 3,2 kg en captivité. Il peut parfois atteindre 50 cm a l'état sauvage.

## En aquarium
Il faut compter au moins cent litres par individu, créer suffisamment de cachettes pour éviter au mieux les bagarres de territoire. Un éclairage tamisé avec des zones d'ombres. Il est nécessaire de faire une bonne maintenance et un renouvellement partiel de l'eau à raison d'une fois par semaine. Le filtre doit avoir un débit très important par rapport à la taille du bac. Certaines personnes utilisent de la tourbe comme élément supplémentaire de filtration, qui teinte légèrement l'eau, ce qui peut rassurer les poissons et abaisse le pH, ce qui peut éventuellement leur faire du bien. Attention à la concentration en nitrate qui aura un impact sur la croissance et le comportement des pirayas. La température de l'eau doit se situer entre 24 et 28 °C ; les températures élevées peuvent rendre les pirayas agressif. Le pH n'a pas une très grande importance, de 6,5 à 8 (ph approximatif de l'eau du robinet). C'est un animal grégaire qu'il faut maintenir en groupe de quatre ou cinq individus minimum.

### Alimentation
Les juvéniles sont à nourrir avec des crevettes décortiquées ou tout type aliment carné assez tendre et coupé en menus morceaux. Les adultes sont à nourrir de plus gros morceaux, de petits poissons entiers congelés, ou éventuellement vifs.

### Reproduction
Un cas recensé dans un volume de plusieurs milliers de litres, sinon extrêmement rare en captivité, pour ne pas dire impossible.

### Remarque
Toutes les espèces que regroupe ce genre, possèdent dans leur milieu naturel des variantes géographiques, influençant les caractéristiques méristiques et la coloration. En aquarium on notera aussi que les conditions de maintenances - principalement la taille du volume d'eau fournie, le nombre d'individus maintenus, et l'alimentation - influent de manière très significative sur le développement des poissons. Les piscicultures en tout genre des quatre coins du monde, et notamment dans un souci de renouvellement des souches, n'ont jamais reproduits leurs poissons avec précaution quant à leur provenance exacte dans l'Amazone. En résulte un grand nombre de spécimens répandu dans les milieux fermé aquariophile ou muséum, parfois extrêmement difficile à comparer.